# Milan Cools
Milan Cools (Bornem, 14 november 1996) is een Belgisch cameraman en videomonteur, vooral bekend door zijn samenwerking met de Belgische internetpersoonlijkheid Average Rob.

## Studies
Milan voltooide zijn middelbaar onderwijs in de richting Woordkust-Drama aan het H. Pius X-Instituut te Antwerpen, waar hij in 2014 zijn diploma behaalde. Na het afronden van zijn middelbare school koos hij voor een verdere studie in de richting van Film, TV en Video aan het NARAFI in Brussel, een traject dat hij van 2014 tot 2018 doorliep. Tijdens het laatste jaar van zijn filmopleiding trok hij naar het Verenigd Koninkrijk, waar hij een specialisatiejaar in Visual Effects voltooide aan Middlesex University in Londen.

## Videografie & Average Rob
Tijdens zijn studies aan het NARAFI startte Milan zijn professionele activiteiten in multicamera-producties voor liveconcerten, festivals en sportevenementen. Zijn projecten in de muzieksector omvatten onder andere het filmen van tourshows voor bands als Bastille en het werken als onderdeel van camerateams op festivals zoals Fire is Gold en Tomorrowland. Toen de festivalsector tijdens de coronacrisis van 2020 stil viel, spitste hij zich toe op de social media marketing van commerciële klanten en het maken van non-fictie webreeksen. Zo filmde en monteerde hij de webserie 'Giro Di Tietema' met de Nederlandse YouTubers Tour de Tietema. Die werd in het najaar van 2021 genomineerd voor een Gouden Televisier-Ring, waar ze eindigde in de top 3.
In april 2021 begon Milan Cools zijn samenwerking met internetpersoonlijkheid en youtuber Average Rob. Samen met Robs broer, Arno the Kid, maken ze YouTube-video's die gaan over extreme sporten en Belgische cultuur. Het resultaat van hun samenwerking viel ook meermaals in de prijzen. Zo won Milan in 2022 op De Jamies de award voor Beste Videograaf waar in 2024 ook hun video The Day I Became an IRONMAN de award voor Beste Online Video van het jaar kreeg. Ook op de Kastaars! 2022 werd in 2023 hun webreeks beloond met de award voor Online Videoreeks.
Naast de YouTube-video's maakte Milan Cools samen met Average Rob eind 2023 ook een documentaire ten voordele van De Warmste Week. Die werd exclusief vertoond in Kinepolis Antwerpen en leverde € 37.635 op voor het goede doel.

## Externe Links
- Milan Cools op Instagram
- Average Rob op YouTube